# Jimmy Wales

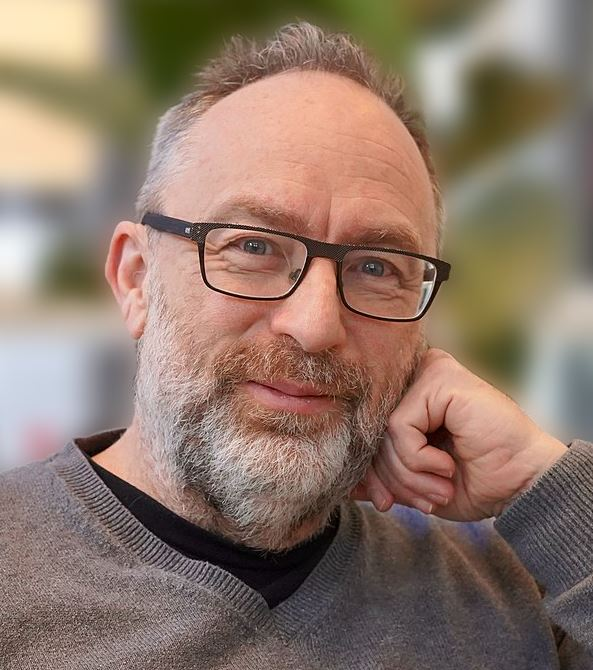
Jimmy Wales (2023)

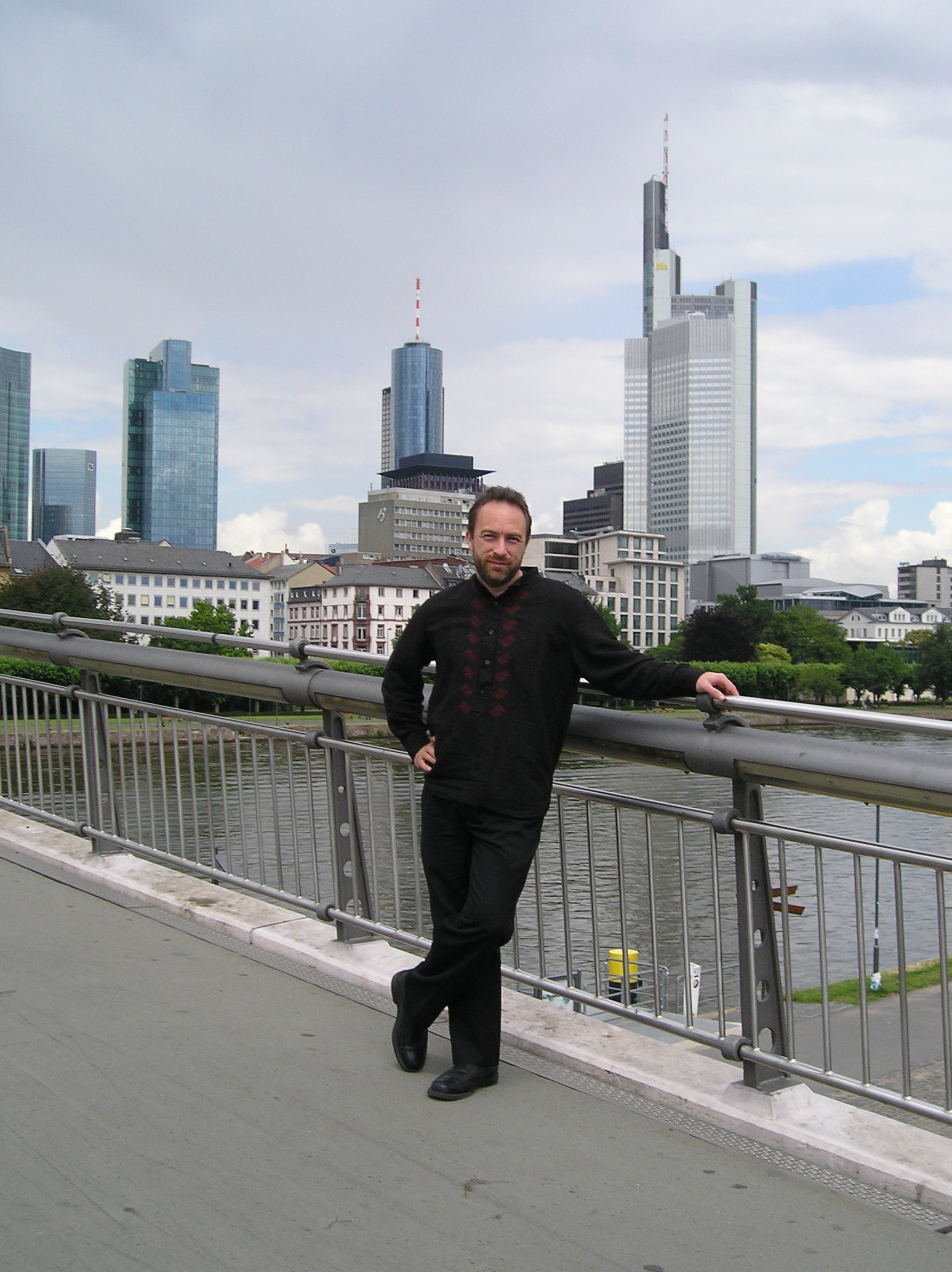
Jimmy Wales im Jahr 2005 auf dem Holbeinsteg in Frankfurt am Main, während einer Drehpause eines arte-Dokumentarfilms über Wikipedia

Jimmy Donal „Jimbo“ Wales (* 7. August 1966 in Huntsville, Alabama) ist ein US-amerikanischer Internet-Unternehmer, der vor allem als Mitbegründer der Online-Enzyklopädie Wikipedia bekannt wurde.

## Leben
Jimmy Wales ist der Sohn des Gemischtwarenhändlers Jimmy Wales senior und der Lehrerin Doris Wales, deren Privatschule zuvor schon von ihrer Mutter geführt wurde. Schon bevor Wales vier Jahre alt war, begann er zu lesen, da seine Eltern sehr um seine Bildung bemüht waren. Im Haushalt befand sich auch eine Enzyklopädie. Mit dieser Enzyklopädie beschäftigte sich Wales viele Stunden, allerdings war es nicht sein erstes gelesenes Buch.  Den High-School-Abschluss absolvierte er auf einer Privatschule, die im Gegensatz zu den meisten öffentlichen Schulen schon seit 1979 über Computer verfügte. Er studierte danach Finanzwirtschaft an der Auburn University und machte dort 1989 seinen Bachelor-Abschluss. Wales begann zwei Mal ein Promotionsstudium; zunächst an der University of Alabama, wonach er den Master-Grad erhielt; danach studierte er an der Indiana University. Eine Dissertation hat er jedoch nicht eingereicht.
Wales ist Anhänger des von der Schriftstellerin Ayn Rand begründeten Objektivismus und des Ökonomen Friedrich von Hayek.
Im Jahr 1994 wurde Wales als Händler für Futures und Optionen an der Chicagoer Börse tätig. Durch Spekulationen wurde er relativ vermögend.

### Bomis
1996 gründete Wales mit zwei Geschäftspartnern die Internetfirma Bomis. Dort konnte man kostenlos werbefinanzierte Foren zu den Themen Unterhaltung, Sport, Science-Fiction und Erotik  besuchen. Wales ist seit 2006 nicht mehr aktiv an diesem Unternehmen beteiligt.

### Nupedia und Wikipedia
Im März 2000 begann er in seiner Firma Bomis mit Nupedia das erste Projekt einer englischsprachigen Internet-Enzyklopädie auf der Basis von Peer-Review und mit Experten als Autoren. Larry Sanger stellte er als Chefredakteur ein; die beiden hatten sich bei einem von Wales moderierten Diskussionsforum zu Ayn Rands Objektivismus im Usenet kennengelernt. Wales selbst war begeistert von ihrer Philosophie, die alles einfärbe, was er tue und denke. (Wörtlich: “… which colours everything I do and think.”) Die marktradikalen Vorstellungen Rands und das für Wales ebenso einflussreiche neoliberale Denken Friedrich von Hayeks, nach denen dezentralisierte Märkte auch bei der Informationsaufbereitung besser funktionieren als eine zentralisierte Verwaltung, führten zu Widersprüchen, die Wales auch selbst bewusst wurden. Wales zufolge wunderten sich Menschen im Sinne „Ui, da gibts einen Typ, der so prokapitalistisch ist und gleichzeitig eine Non-profit Stiftung für geteiltes (und nach wie vor frei verfügbares) Wissen gegründet hat“. (Wörtlich: “Gee, this is a guy who is very pro-capitalist and yet he started a non-profit foundation for sharing knowledge.”)
Im Januar 2001 schlug der Programmierer Ben Kovitz seinem Freund Sanger den Einsatz der Wiki-Software vor, um die strukturellen Probleme von Nupedia – das Peer-Review-Verfahren erwies sich letztlich als zu komplex und langsam – zu überwinden. Sanger wiederum empfahl Wales am nächsten Tag, dieses Verfahren anzuwenden.
Am 15. Januar 2001 ließ Wales Wikipedia freischalten; zunächst war diese Plattform nur als eine versuchsmäßige Ergänzung zu Nupedia gedacht. Wales bestimmte die strategischen Ziele von Wikipedia, vor allem Neutralität bei der Darstellung eines Themas. Aufgrund des unerwartet schnellen Anstiegs der Zahl der Nutzer und ihrer Beiträge in Wikipedia wurde Nupedia im September 2003 eingestellt. Am 20. Juni 2003 gründete Wales die gemeinnützige Wikimedia Foundation, die er bis Ende 2006 leitete. Im Oktober 2006 gab Wales die Leitung des Vorstandes an die Französin Florence Nibart-Devouard ab, blieb jedoch Ehrenvorsitzender (Chairman emeritus).
Nach den Aufbaujahren ging es Wales später (2009) darum, nicht mehr nur die Zahl, sondern vor allem die Güte der Artikel zu steigern: „Unser Anspruch muss es sein, so gut zu sein wie der Brockhaus!“ Daher begrüßt er es, wenn mehr akademische Spezialisten über ihr Fachgebiet in Wikipedia publizieren.
2010 gab Wales einige seiner Sonderrechte zurück, da er die Community mit unabgestimmten Löschungen brüskiert hatte. Es handelte sich dabei um das Löschen von – seiner Meinung nach – pornografischen Inhalten.
Beim Start-up-Festival Pioneers 2016 in Wien gab Wales an, er habe sich bei der Gründung von Wikipedia von Friedrich August von Hayeks Artikel The Use of Knowledge in Society inspirieren lassen.
Fast 21 Jahre nach der Gründung von Wikipedia hat Jimmy Wales im Dezember 2021 den von ihm entworfenen ersten Eintrag des Onlinelexikons als Non-Fungible Token (NFT) bei Christie’s für 750 000 Dollar versteigern lassen.

### Fandom
Im Jahr 2004 gründete er mit Angela Beesley das Internetportal Wikia, einen kostenlosen Hosting-Dienst für Wiki-Projekte und -Foren, das sich durch Werbung, zum Beispiel Google-Textwerbung, finanziert und mehrere kommerzielle Wikis betreibt. 2007 startete Wales das Projekt Wikia Search, eine freie und kollaborative Alternative zur Internetsuchmaschine Google auf Wiki-Basis, in welchem das Ranking der Suchergebnisse durch die Internetbenutzer erfolgt. Das Projekt basiert auf den Open-Source-Programmen Lucene, Nutch und Hadoop. Eine erste Alpha-Version von Wikia Search wurde am 7. Januar 2008 freigeschaltet. Nach rund 15 Monaten gab Wales in seinem Blog bekannt, dass er den Betrieb der freien und kollaborativen Suchmaschine Wikia Search am 31. März 2009 eingestellt habe. Es waren im letzten halben Jahr monatlich nur 10.000 Besucher zu verzeichnen gewesen. In erster Linie machte er die Wirtschaftskrise für die geringe Nutzung verantwortlich. Er wolle sich jedoch weiterhin für freie Suchmaschinenprojekte einsetzen. Wikia wurde 2019 in Fandom umbenannt.

### Andere Initiativen
2017 gründete Wales Wikitribune, eine Internet-Zeitung, die Fake News und „alternativen Fakten“ mit faktenbasierter Berichterstattung und investigativem Journalismus entgegentreten sollte. Wikitribune wurde aber im Sommer 2019 eingestellt. Im Oktober 2019 startete Wales WT.Social, ein auf Nachrichten basiertes soziales Netzwerk.

### Privatleben
Er war von 1986 bis 1993 mit Pamela Green verheiratet. Im März 1997 heiratete Jimmy Wales in zweiter Ehe Christine Rohan. Sie haben eine Tochter (* 2000) und lebten in Saint Petersburg, Florida, wobei er aber etwa 200 bis 250 Tage im Jahr unterwegs war. Im Jahr 2011 erfolgte die Scheidung von Rohan. 2011 nahm er an einer Prominenten-Kampagne für den Schweizer Uhrenhersteller Maurice Lacroix teil. 2012 heiratete er in dritter Ehe Kate Garvey, mit der er zwei Töchter (* 2012 und * 2014) hat. Er lebt mit ihr in London.
Jimmy Wales bezeichnet sich als leidenschaftlichen Koch.

## Sonstige Tätigkeiten

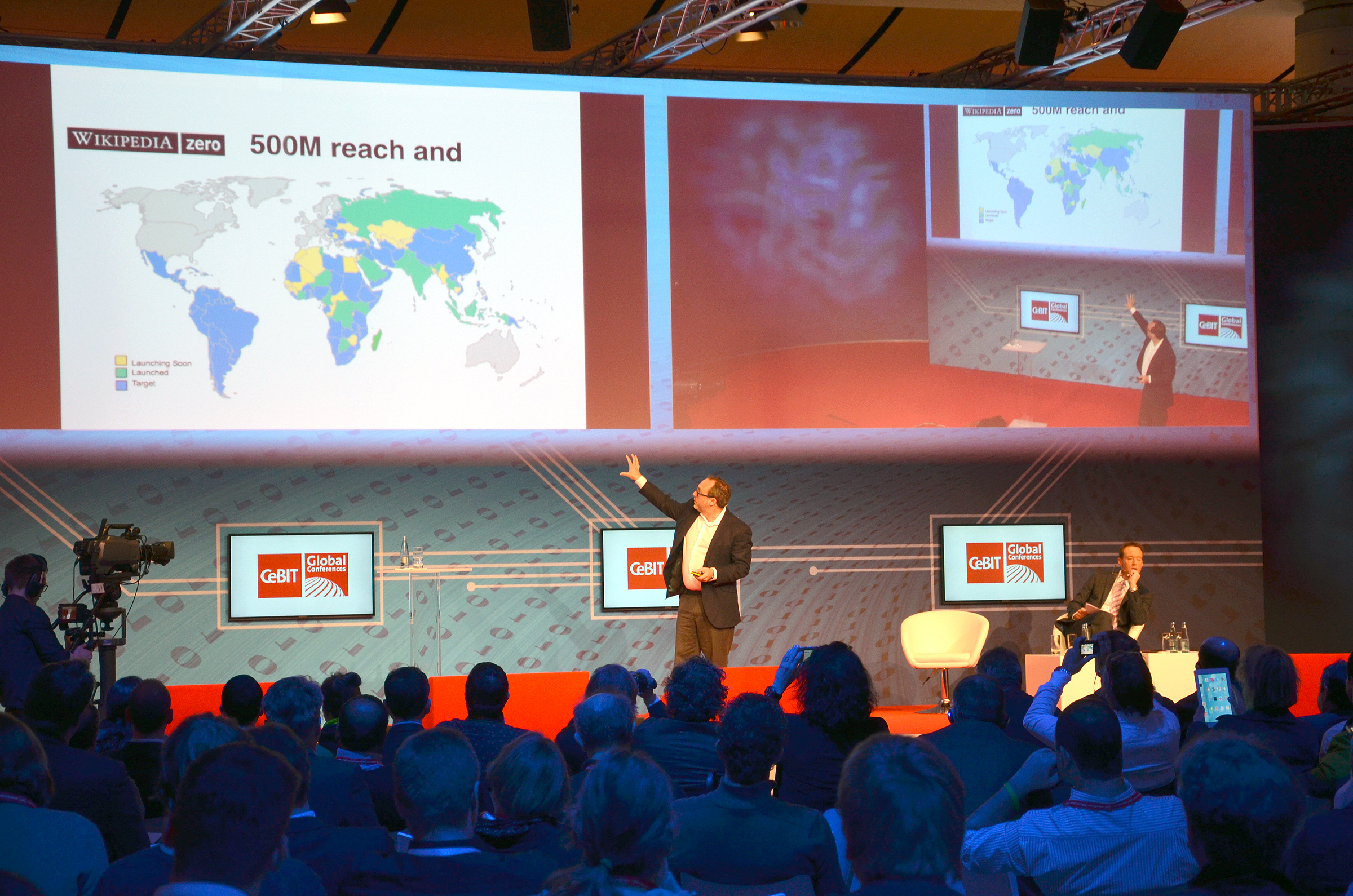
Jimmy Wales trägt 2014 auf der CeBIT über Wikipedia Zero vor.

Im Jahr 2008 wurde Wales Fellow der Ashoka. 2011 saß er in einer Jury, bestehend aus renommierten Persönlichkeiten des öffentlichen Lebens, die an der Auswahl des universellen Logos für Menschenrechte beteiligt waren. Seit 2012 ist Wales unentgeltlicher Berater der britischen Regierung. Er soll neue Wege für mehr Transparenz politischer Entscheidungsfindung und für mehr Bürgerbeteiligung bei Gesetzgebungsvorhaben entwickeln.
Am 30. April 2012 war er Teilnehmer einer Tagung der Päpstlichen Akademie der Sozialwissenschaften zur Enzyklika „Pacem in terris“ (Friedens-Enzyklika), die er als auch „heute noch aktuell“ bezeichnete.
Wales war im Vorstand der Young Global Leaders, das vom Weltwirtschaftsforum um Klaus Schwab initiiert wurde.
Seit 2014 gehört er einem ohne Entlohnung tätigen, achtköpfigen Beirat mit externen Experten aus europäischen Ländern an, den Google als Reaktion auf Kritik an der Umsetzung des EuGH-Urteils vom 13. Mai 2014 zum Recht auf Vergessenwerden gründete und der das Unternehmen bei der Erarbeitung eines Lösch-Leitfadens beriet. Sieben der acht Mitglieder plädierten im Bericht des Beirates dafür, Anträge auf Löschung von Suchergebnissen künftig großzügiger zu handhaben, wenn diese zu Seiten mit entwürdigenden und unwahren Darstellungen führen. Wales hingegen sprach sich im Beirat und in einem Sondervotum zu dessen Bericht unter Berufung auf „Meinungsfreiheit“ grundsätzlich gegen solche Löschansprüche und das vom EU-Gerichtshof geschaffene „Recht auf Geschütztsein im Internet“ aus.
Seit Anfang 2016 ist er Mitglied im Board der britischen Guardian Media Group, die unter anderem die Tageszeitung The Guardian herausgibt.

## Auszeichnungen

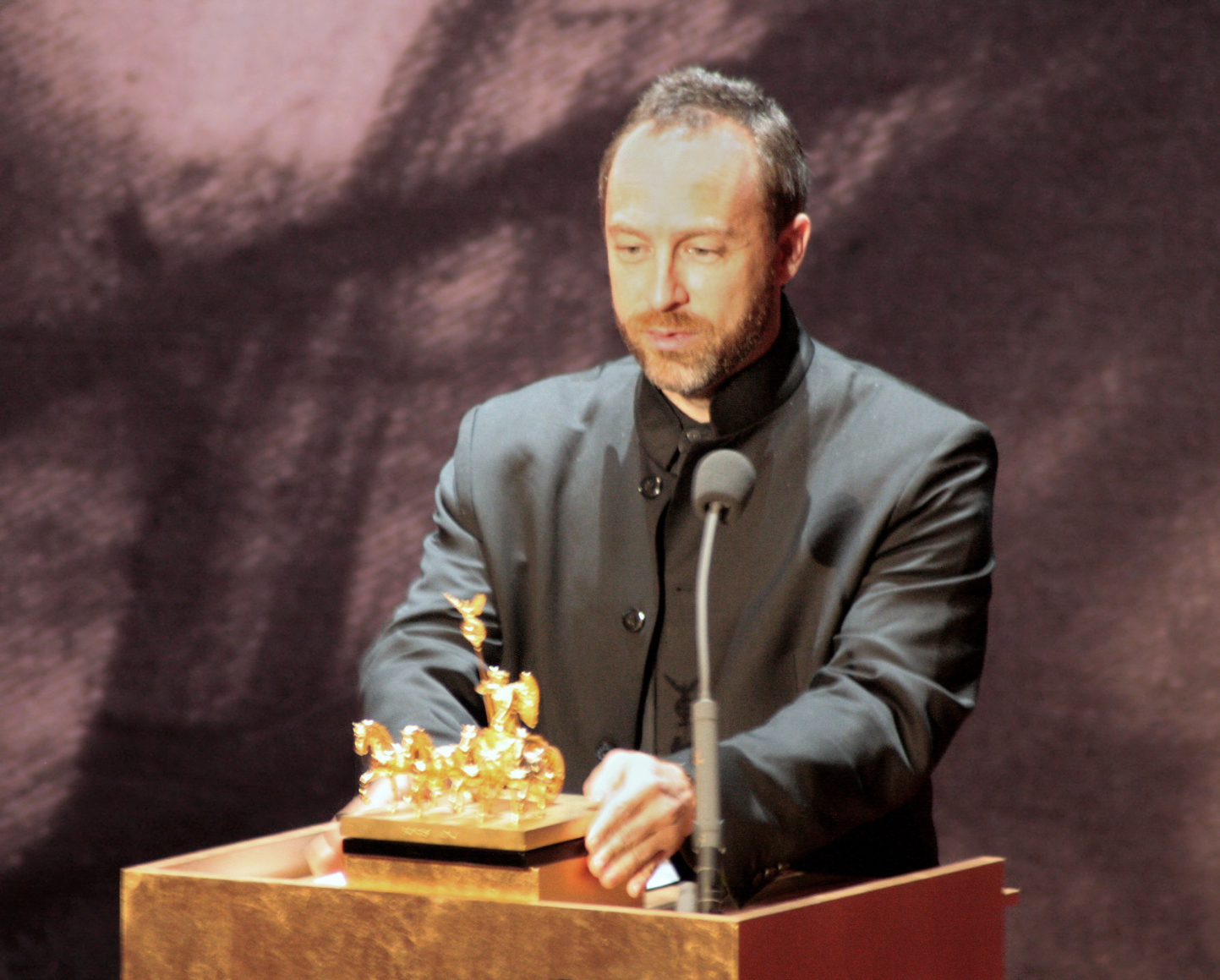
Jimmy Wales nimmt den Quadriga-Preis 2008 entgegen.

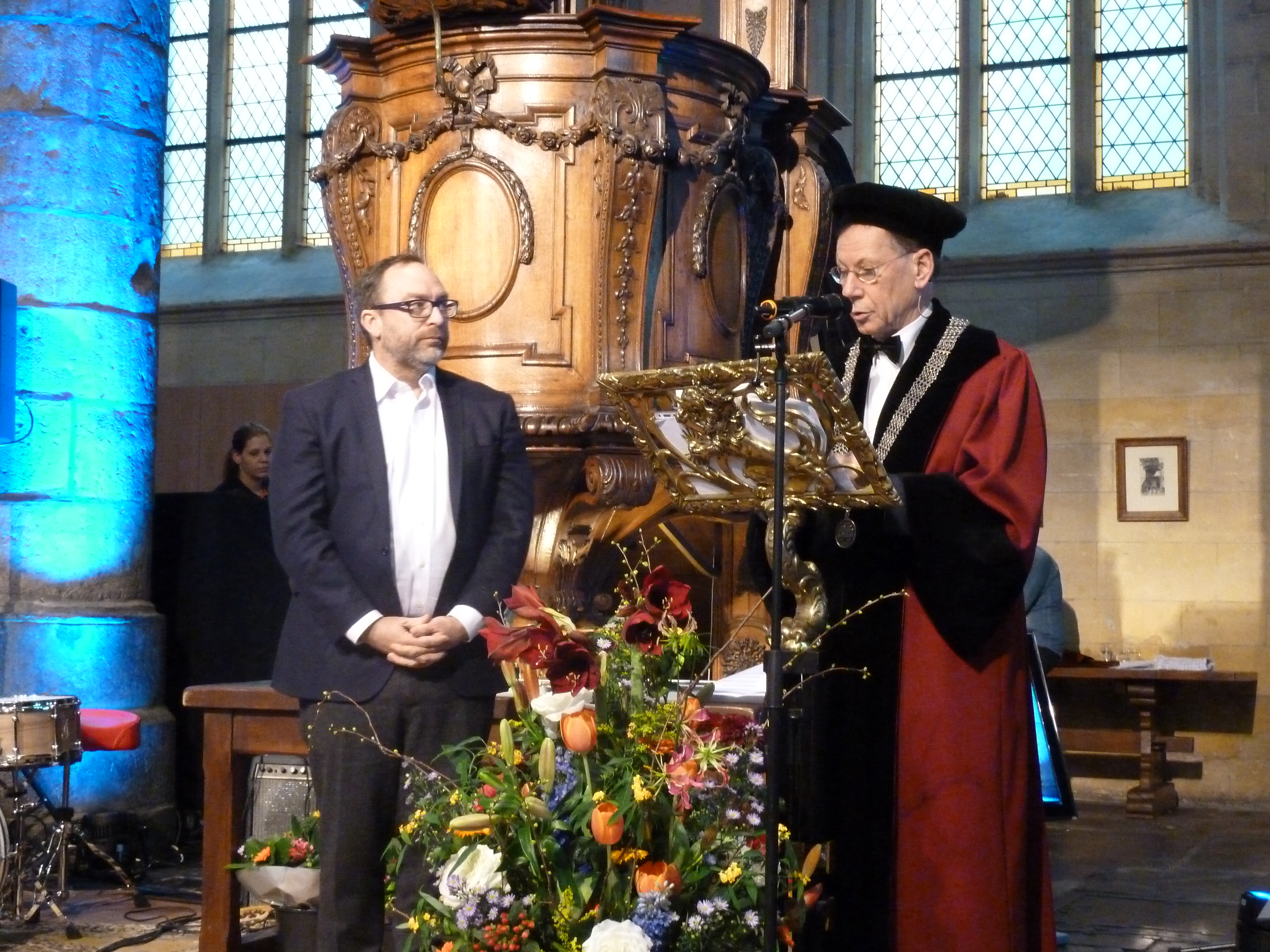
Jimmy Wales erhält die Ehrendoktorwürde der Universität Maastricht, 2015.

- 2006: Pioneer of the Electronic Frontier von der Electronic Frontier Foundation (EFF)[37]
- 2006: TIME 100 „List of Most Influential People“ (Liste der 100 einflussreichsten Menschen des Jahres 2006) Time Magazine[38][39]
- 2006: Ehrendoktorwürde des Knox Colleges[40]
- 2006: Wales wird mit Tim Berners-Lee zum Mitglied des neugegründeten Beirats des »MIT Center for Collective Intelligence« ernannt.[41]
- 2007: Young Global Leader vom Weltwirtschaftsforum[42]
- 2007: Das Forbes Magazine platziert Wales auf Rang 12 in seiner ersten Jahresliste The Web Celebs 25 (Die 25 Prominenten des Internets).[43]
- 2008: Verleihung des Quadriga-Preises Mission der Aufklärung an die Wikipedia, vertreten durch Jimmy Wales, als Gründer und Ehrenvorsitzender der Wikimedia Foundation[44]
- 2010: Millennium Vision Award des Deutschen Trendtages[45]
- 2010: Kulturpreis der Eduard-Rhein-Stiftung[46]
- 2011: Gottlieb-Duttweiler-Preis des Gottlieb Duttweiler Instituts[47][48]
- 2011: Leonardo European Corporate Learning Award des HRM Research Institute[49]
- 2013: Aufnahme in die Internet Hall of Fame[50]
- 2013: Niels-Bohr-Medaille der UNESCO[51]
- 2014: Ehrendoktorwürde der Universität der italienischen Schweiz[52]
- 2015: Ehrendoktorwürde der Universität Maastricht[53]
- 2015: Dan-David-Preis in der Kategorie Gegenwart: Die Informationsrevolution[54]

## Schriften
- Robert Brooks, Jon Corson, Jimmy Donal Wales: The Pricing of Index Options When the Underlying Assets All Follow a Lognormal Diffusion. In: Advances in Futures and Options Research 7, 1994, ISSN 1048-1559, Abstract.